# جين روت
جين روت (بالإنجليزية: Jane Root)‏ هي صحفية بريطانية، ولدت في 18 مايو 1957.

## وصلات خارجية
- جين روت على موقع IMDb (الإنجليزية)
- جين روت على موقع قاعدة بيانات الفيلم (الإنجليزية)